# Jacinto Ignacio Serrano López
Jacinto Ignacio Serrano López (ur. 10 lipca 1901 w Urrea de Gaén, zm. 1936) – hiszpański dominikanin, męczennik i błogosławiony Kościoła katolickiego.

## Życiorys
W wieku 12 lat wstąpił do szkoły apostolskiej Zakonu Kaznodziejskiego w Solsonie. W 1917 roku złożył śluby zakonne, a 5 kwietnia 1924 roku otrzymał święcenia kapłańskie. Rozpoczął naukę w niższym seminarium dominikanów, a następnie ukończył studia w dziedzinie fizyki na Uniwersytecie w Walencji i pełnił posługę jako kaznodzieja. Został wybrany na wikariusza prowincjalnego. W czasie wojny domowej w Hiszpanii został stracony przez rozstrzelanie w 1936 roku.
Beatyfikowany 11 marca 2001 roku przez papieża Jana Pawła II w grupie 233 męczenników.